# Salvador Sartori
Salvatore Sartori, conhecido no Brasil como Salvador Sartori (Vicenza, 20 de outubro de 1827 — Caxias do Sul, 8 de julho de 1899) foi um político e comerciante italiano naturalizado brasileiro.
Depois de uma bem-sucedida carreira como empreiteiro de estradas na Itália, acabou tendo dificuldades e decidiu emigrar para o Brasil. Foi um dos fundadores de Caxias do Sul, fez fortuna no comércio, foi líder católico e se tornou político influente. Um dos fundadores do diretório do Partido Republicano Riograndense, foi indicado pelo governo do estado para integrar a primeira Junta Governativa por ocasião da emancipação do município, e depois foi eleito para o primeiro Conselho Municipal, participando da elaboração de leis fundamentais para a organização da comunidade. Ganhou projeção na sociedade local e deu origem a uma prolífica descendência, com vários membros notórios. 

## Família e passado na Itália

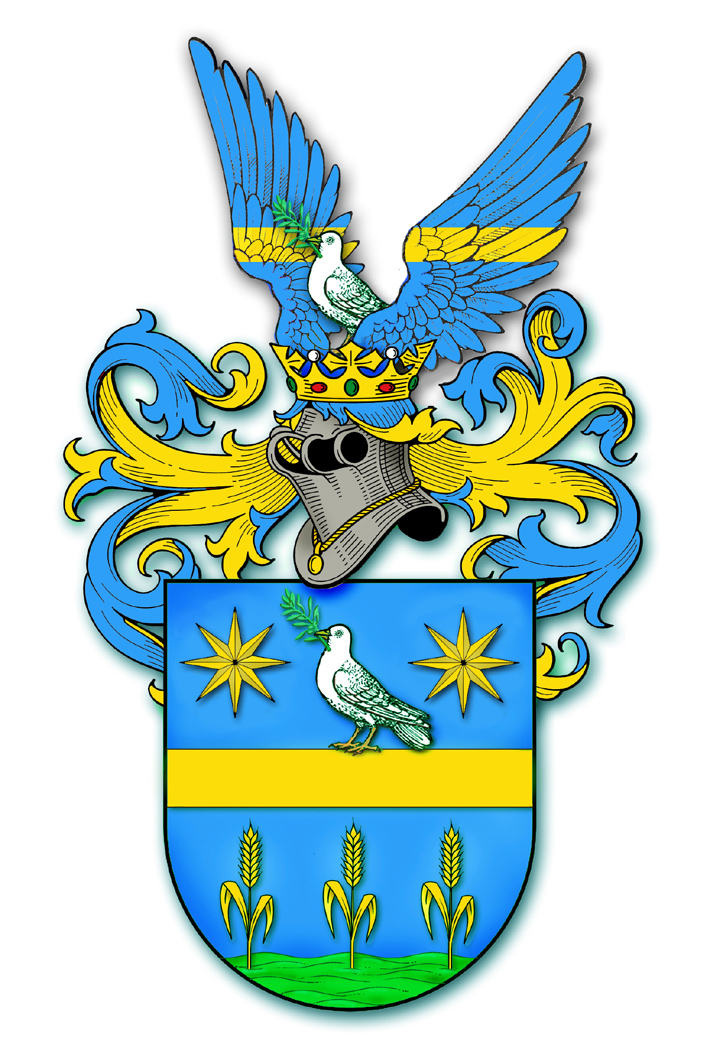
Um dos brasões da família Sartori de Vicenza.

Salvador Sartori nasceu em Vicenza, filho de Angelo Sartori e Giacomina Bianchin Toffolon. Os Sartori de Vicenza eram uma família de antiga nobreza, mas perderam o estatuto no século XVII, aparentemente por se dedicarem ao comércio, então sua principal fonte de renda.
Pouco se sabe sobre a vida de Salvador Sartori antes de ele chegar ao Brasil, e mesmo ali sua história é pobremente documentada. A imprensa mal esboçava um nascimento na cidade, e a documentação do Conselho Municipal, do qual fez parte, justamente aquela referente ao período em que atuou, foi em sua maioria perdida num incêndio.
Sua família deixou Vicenza quando Sartori ainda era pequeno, possivelmente em virtude da agitação política, social e militar daquela época. A partir da invasão napoleônica em 1797 a comuna passou um longo período aflita pela guerra, revoltas populares e governos tirânicos. Em torno de 1832 a família já estava estabelecida no antigo distrito de Nogarè, na comuna de Cornuda, província de Treviso.
Sartori casou em 1854 com Angela Zancaner, que lhe daria onze filhos: Ludovico, Lino, Amalia, Carolina, Maria, Luigi, Alberto, Massimo, Guerino, Settimo e Attilio. Attilio já nasceu no Brasil. Segundo lembranças preservadas por seu bisneto Ludovico Beretta Sartori, ele era sócio em uma empreiteira especializada em construção de estradas, mas por alguma razão seu companheiro no negócio entrou em conflito com as autoridades de Cornuda, prejudicando os seus interesses. Diante de uma situação adversa, e seduzido por uma propaganda enganosa dos agentes da colonização italiana no Brasil, que lhe prometeram grandes facilidades no Novo Mundo, vendeu todos os seus bens e investimentos e decidiu buscar vida nova na América.

## A vida no Brasil

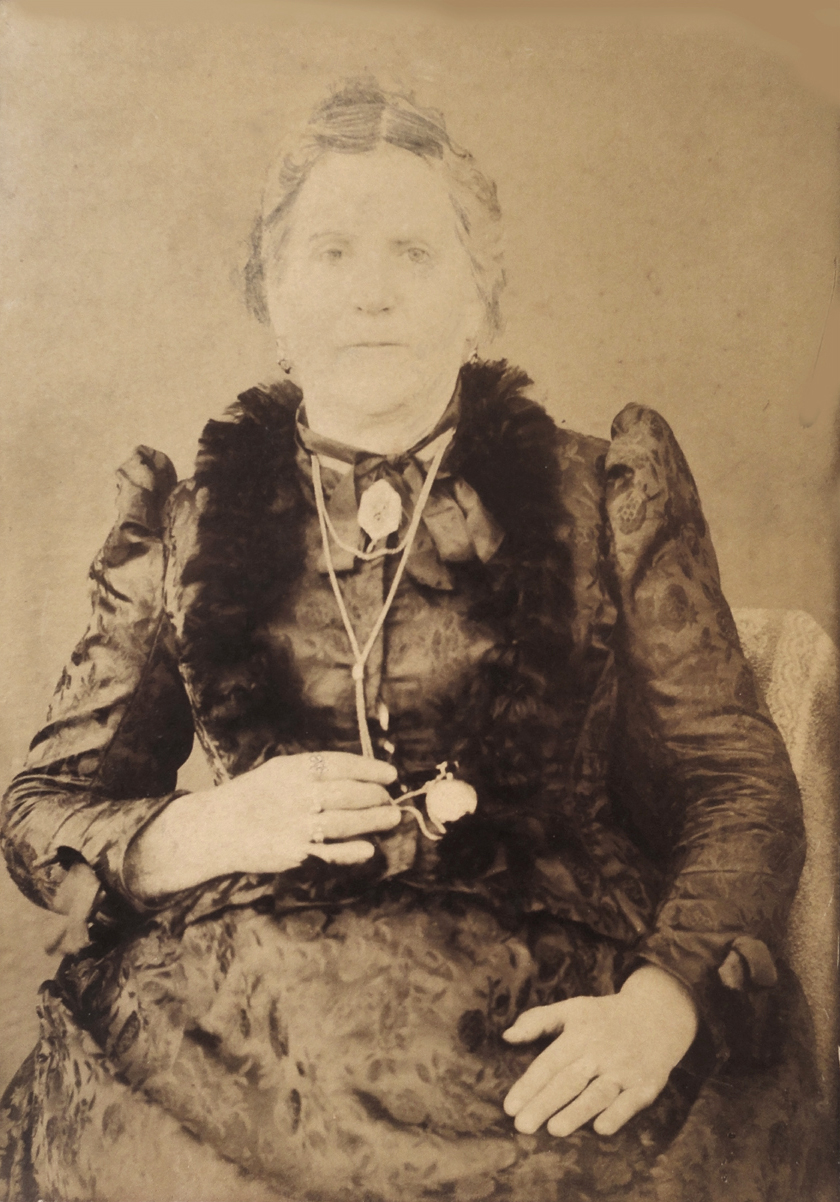
Angela Zancaner, esposa de Sartori.

Chegou a Caxias do Sul em 20 de fevereiro de 1879, na grande onda imigratória do fim do século XIX, participando dos trabalhos de fundação da cidade. Ao chegar não havia mais lotes disponíveis na sede urbana, então fixou-se primeiramente no Travessão Umberto I da Sexta Légua, junto com outros familiares. Porém, com os recursos que trouxe, em poucos anos montou um grande comércio na praça Dante Alighieri, o centro do nascente povoado, onde passou a residir. Com efeito, em 1883 já é citado como dono de um "negócio" e uma padaria.
Na época de fundação, em que tudo era improvisado, os comerciantes, antes chamados "negociantes", desempenhavam atividades mais variadas do que simplesmente comprar e vender, incluindo operações de transporte, poupança e crédito, funcionando como casas bancárias embrionárias, além de muitas vezes manterem manufaturas e indústrias associadas, e mesmo podiam em seus estabelecimentos ter quartos para hóspedes e instalar bodegas e restaurantes. A partir de 1892 foi listado nos Livros de Registro de Imposto sobre Indústrias e Profissões como dono também de uma bodega e um açougue, e pouco depois aparece possuindo um curtume. Há ainda notícia de que fabricava sapatos, manteve uma tropa de mulas para fazer o transporte de mercadorias para si e para outros entre Caxias e o entreposto comercial de São Sebastião do Caí - de onde elas seguiam por barco até a capital Porto Alegre -, e ao que parece foi produtor de vinho. O relato de sua neta Graciema Paternoster publicado no jornal Pioneiro dá uma ideia do perfil deste negócio no início do século XX, quando ele já havia sido herdado pelos filhos de Sartori: “A casa dos meus tios Sartori era tudo. Porque lá era café, tinha um salão de café com o bilhar, salão para jogar cartas, bebida, tinha fazendas, com toda a qualidade de fazenda. Depois tinha uma vitrine muito grande, parece de ver agora, uma vitrine que se empurrava para cá e para lá, cheia de lenços de seda que usava de botar na cabeça, aqueles colares...“
Segundo Costamilan, “forjado no crisol da luta diária, bem cedo viu seu nome acatado no seio da comunidade”, tornando-se um líder na religião e na política. Foi cofundador da primeira Capela de São Pelegrino, que nos anos 1940 deu lugar a uma monumental igreja, membro da comissão de obras da primeira Matriz, um dos fundadores e primeiros dirigentes do diretório do Partido Republicano Riograndense, e após a antiga Colônia Caxias ser emancipada à condição de município autônomo, em 28 de junho de 1890 foi indicado pelo Governo do Estado como integrante da Junta Governativa, assumindo em 2 de julho junto com Angelo Chittolina e Ernesto Marsiaj.

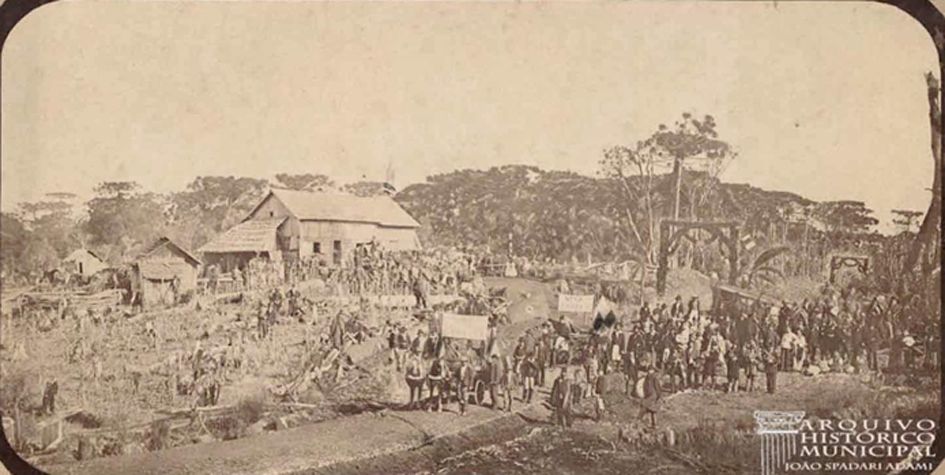
Comitiva oficial chegando de Porto Alegre, a capital do estado, para a instalação da Junta Governativa de Caxias do Sul em 1890. Arquivo Histórico Municipal João Spadari Adami.

Algumas transcrições feitas por Adami de documentação posteriormente perdida permitem-nos conhecer pelo lado de dentro um pouco da participação de Sartori na administração pública naqueles tempos em que tudo estava por fazer, mostrando os governantes interessados em uma variedade de assuntos. A título de exemplo segue um dos primeiros ofícios emitidos pela Junta, de nº 8:
Cidadão.
Na presente época todos os impostos anuais facilmente cobráveis já o foram pela Intendência Municipal de São Sebastião do Caí, em todo este novo município; entretanto, carece esta Intendência de pronta importância precisa para reparo do Paço Municipal e atender a consertos urgentíssimos que reclamam diversas ruas e a Estrada Geral, quase intransitáveis. Podia recorrer ao crédito ou à cobrança dos impostos e multas devidos, mas repugna-lhe iniciar as suas funções vexando os seus comunícipes, embora o faça no cumprimento de um dever. Assim resolve pedir-vos aprovação para a resolução que toma de relevar daquela multa a todos que dentro de 30 dias, contados de hoje, satisfizerem voluntariamente seus débitos. E como este prazo não possa ser aproveitado pelos moradores dos confins do município, a mesma Intendência deseja ter a faculdade de prorrogá-lo até mais 30 dias, e vo-la pede.
Saúde e Fraternidade.
Intendência Municipal de Caxias, 3 de julho de 1890.
Ao cidadão general-de-divisão Cândido Costa, d.[igníssimo] Governador do Estado.
[Assinam] Ernesto Marsiaj, Angelo Chittolina, Salvador Sartori.

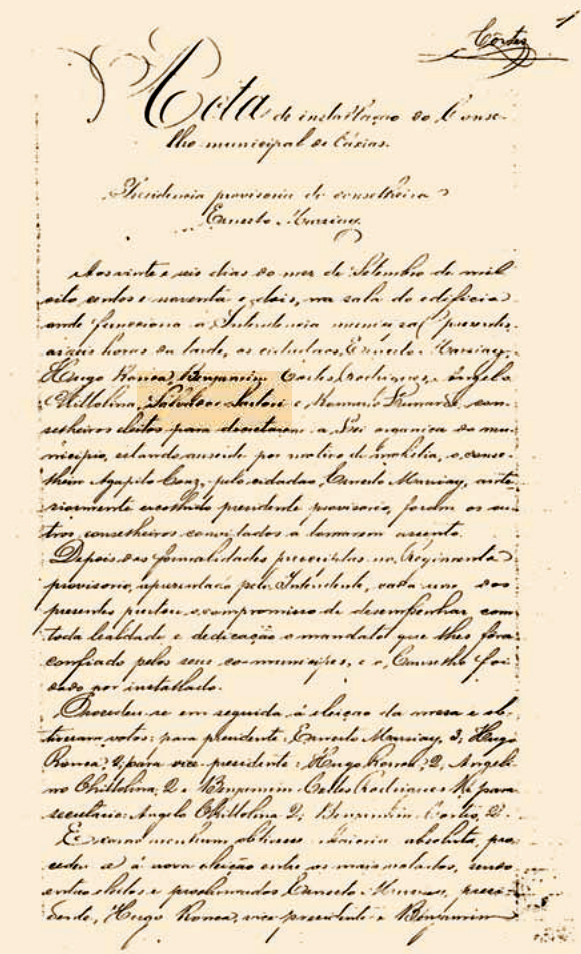
Primeira página da ata de instalação do Conselho Municipal de Caxias do Sul em 26 de setembro de 1892. Arquivo da Cãmara Municipal. O nome de Sartori está em realce. O texto da página diz: Acta de installação do Conselho Municipal de Caxias. Presidencia provisória do conselheiro Ernesto Marsiay. Aos vinte e seis dias do mes de Setembro de mil oitocentos e noventa e dois, na sala do edifício onde funciona a Intendência municipal presentes, as seis horas da tarde, os cidadãos Ernesto Marsiay, Hugo Ronca, Benjamin Cortes Rodrigues, Angelo Chittolina, Salvador Sartori e Romano Lunardi, conselheiros eleitos para decretarem a Lei organica do município, estando ausente por motivo de moléstia, o conselheiro Agapito Conz, pelo cidadão Ernesto Marsiay, anteriormente escolhido presidente provisorio, foram os outros conselheiros convidados a tomarem assento. Depois das formalidades prescriptas no Regimento provisorio, apresentado pelo Intendente, cada um dos presentes prestou o compromisso de desempenhar com toda lealdade e dedicação o mandato que lhes fôra confiado pelos seus comunicipes, e o Conselho foi dado por instalado. [...].

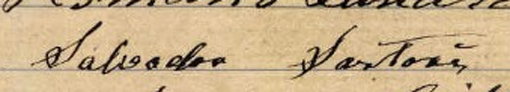
Assinatura de Sartori no manuscrito do Código de Posturas, 12 de outubro de 1892.

Este ofício já assinala um dos principais problemas enfrentados pelo governo recém-empossado. Assim que ocorreu a emancipação da vila de Caxias, o novo município se viu completamente desprovido de verbas, e a solução encontrada foi a cobrança imediata dos impostos devidos e das multas de atraso. Isso desagradou a população, uma vez que a maioria dos colonos levou tempo para estabilizar sua situação econômica, fazendo com que muitos acabassem perdendo suas terras diante da impossibilidade de cumprir suas obrigações legais. A situação permaneceu complicada por vários anos, uma vez que naqueles tempos de fundação as autoridades da Comissão de Terras, órgão do governo imperial que organizou o processo colonizatório, do município de São Sebastião do Caí, do qual a colônia Caxias fez parte como distrito antes de ganhar independência, e as da própria vila, ainda sobrepunham confusamente suas atribuições, e na prática os colonos passaram a pagar os impostos em dobro. Disso surgiriam graves atritos entre o poder público e os colonos, os quais, somados a outras disputas políticas que ferviam, derivadas de rivalidades entre maçons e católicos e de outras que os imigrantes haviam trazido da Itália, convulsionada por um difícil processo de unificação, contribuíram para transtornar a vida de todos e tornar a atuação da Junta e do Conselho frequentemente conflituosa, quando não impossível.
Outro ofício ilustrativo é o de nº 19, também na transcrição de Adami:
Cidadão.
Em um município tão vasto como este, e tão distante do centro, habitado em sua maioria por pobres agricultores, como tivestes ocasião de ver, uma só farmácia é um mal: é autorizar o monopólio, é colocar o cidadão na alternativa de usar de remédios manipulados por quem não lhe merece confiança e pagar por eles o décuplo de seu valor, ou de ver o enfermo que lhe é caro morrer à míngua de recursos medicinais.
O hábil farmacêutico Hugo Ronca, que goza de geral e inteira confiança, por duas vezes requereu à Inspetoria Geral de Higiene licença para abrir uma farmácia neste município e lhe foi negada a pretexto de que há já nele um licenciado; mas se este licenciado não satisfizer os que precisam de recursos medicinais, a quem hão de recorrer?
Esta Intendência, no interesse unicamente de seus comunícipes, ocupa-se do assunto e pede a vossa alta interferência a fim de que seja concedida aquela licença.
Saúde e Fraternidade.
Intendência Municipal de Caxias, a 20 de setembro de 1890.
Ao cidadão general Cândido Costa, d.[igníssimo] Governador do Estado.
[Assinam] Ernesto Marsiaj, Angelo Chittolina, Salvador Sartori.
Em 13 de fevereiro de 1891 pediu dispensa de suas funções na Junta e em 20 de outubro no mesmo ano foi eleito para o primeiro Conselho Municipal, tomando posse em 15 de dezembro e permanecendo em exercício até setembro de 1896. Contudo, a agitação política continuava, e em 25 de junho de 1892 eclodiu a segunda Revolta dos Colonos, que depôs o Conselho e assumiu o comando do município. Em 5 de julho, após intervenção do Governo do Estado, o Conselho reassumiu o controle, mas só em 26 de setembro ocorreu a reinstalação solene e definitiva.
Passavam pelo Conselho a discussão do orçamento; a política econômica; o controle dos bens do Município; a criação, aumento ou supressão de impostos e a autorização para empréstimos e operações de crédito, entre outras atribuições. Como conselheiro Sartori participou da aprovação de três importantes leis que organizaram o município e o funcionamento dos poderes Executivo e Legislativo: o Regimento Interno, aprovado em 4 de outubro de 1892, a Lei Orgânica, em 12 de outubro de 1892, e o Código de Posturas, em 5 de março de 1893. O Regimento Interno disciplinou o funcionamento do Legislativo e estabeleceu um código de ética para o exercício dos cargos públicos. A Lei Orgânica formalizou a existência do Município, criando os instrumentos para a execução das responsabilidades previstas para os municípios na Constituição de 1891, fixando as atribuições dos ocupantes de cargos públicos, além de regular os serviços e responsabilidades da administração municipal. O Código de Posturas reuniu as normas em todas as áreas de atuação do poder público, com o objetivo de regulamentar o comportamento das pessoas e o uso do espaço urbano, para a manutenção da ordem pública e o fomento do progresso e do bem estar social. Participou ainda de vários outros debates que levaram à aprovação de leis referentes a uma variedade de temas, destacando-se a Lei da Décima Urbana (1893), criando um imposto sobre as edificações, o aumento das verbas para a Guarda Municipal (1895) e a destinação de 800 mil réis para as obras da Estrada Rio Branco entre Caxias e São Sebastião do Caí (1895). Sobretudo foi importante a Lei Eleitoral (1894), que organizou todo o processo eleitoral no município, definindo os distritos e seções, as regras para o alistamento de eleitores, os critérios de elegibilidade, estipulando a criação das comissões de alistamento e de uma comissão geral, e estabelecendo todos os procedimentos para a realização de eleições.
Costamilan dá outras informações sobre Sartori:

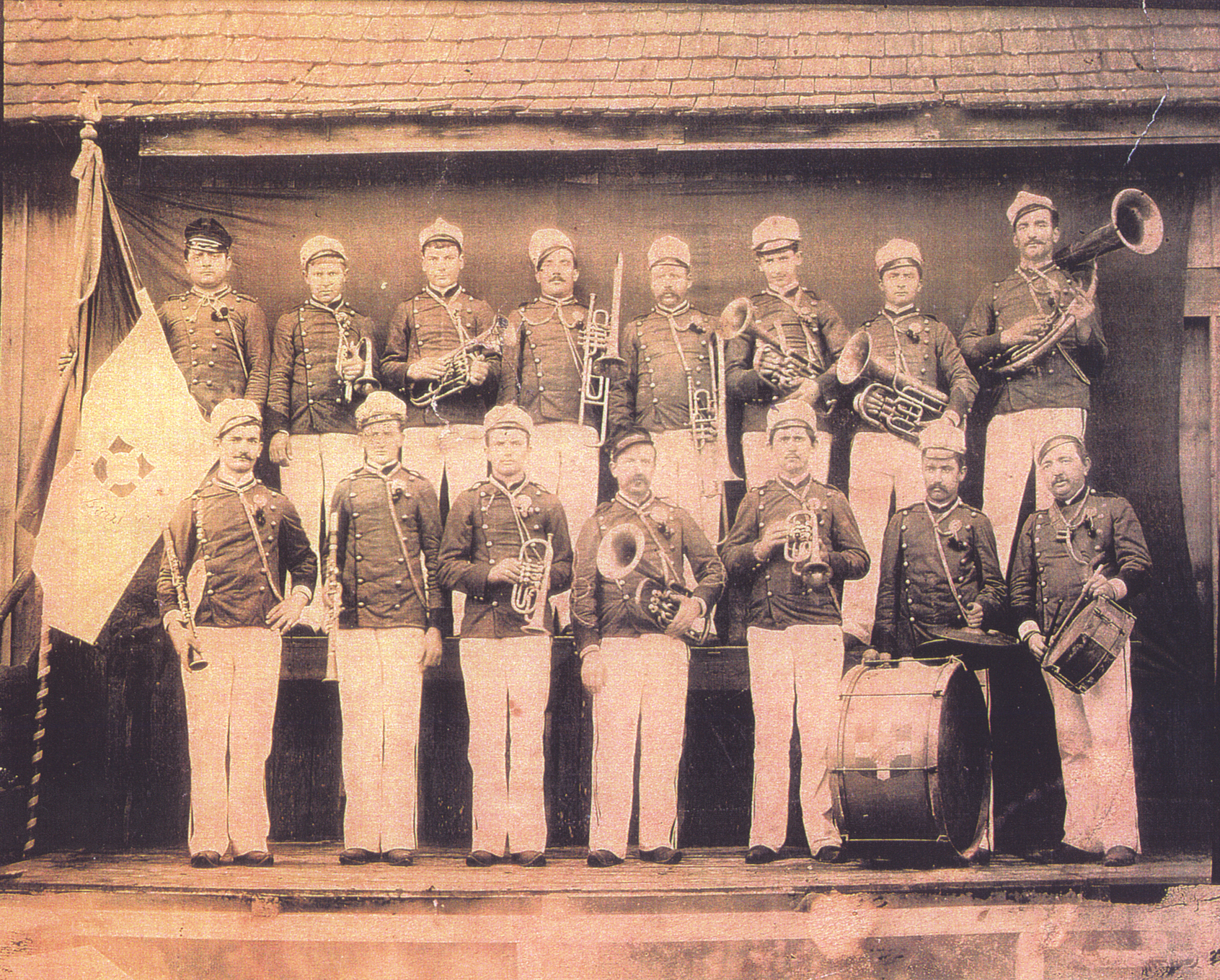
A Banda Ítalo-Brasileira. Estão no grupo cinco filhos de Sartori: Settimo, Massimo, Alberto, Guerino e Atilio Sartori

"Era um homem um tanto reservado, de vontade férrea, equilibrado em seus julgamentos e em seu modo de ser. Sua figura impressionava e impunha respeito, mas no fundo era um pai compreensivo, de fala suave, defensor intransigente da religião que professava e dos princípios de sua formação. Por isso tudo é que soa estranho, à primeira vista, vinculá-lo ao comportamento excêntrico de seus filhos adultos, que eram todos de índole alegre, falantes, fanfarrões e barulhentos, verdadeiros artistas da arte cênica e por certo os responsáveis pelos brancos cabelos do pai. Todos eram cantores e músicos exímios, cinco deles vindo a tornar-se, por volta de 1893, membros efetivos da histórica Banda Ítalo-Brasileira, [...] e que por tal motivo viria a ser conhecida como La Musica dei Sartori. Mas para não destoar de um velho ditado, o circunspecto pai tinha uma bela voz de tenor, e além de fazer coro com seus filhos, [...] abrilhantou muitas festas religiosas e concertos da antiga Caxias. Enfim, ninguém podia ficar triste perto daquela gente, porque tudo o que fizessem ou dissessem era motivo de graça; o maior passatempo dos rapazes, sempre que tivessem ocasião, era pregar peças aos amigos, e uma enciclopédia poderia ser escrita, se alguém a tanto se dispusesse, sobre as travessuras daquele bando de histriões".

### O caso Nosadini
Perto do fim da vida Sartori envolveu-se em outros atritos, desencadeados pela chegada do padre Pietro Nosadini, ultramontanista, nomeado para governar a paróquia da Matriz, que em pouco tempo reuniu em torno de si a comunidade católica e incendiou a oposição aos maçons e aos liberais, bem como ao Poder Público, acusando-os de serem os responsáveis pelo atraso e pela confusão em que a vila se encontrava. Sartori, um católico fervoroso, logo tornou-se amigo íntimo de Nosadini e fez parte de um comitê organizado pelo padre, que reuniu as principais lideranças católicas da cidade, embora não haja sinais de que tenha compartilhado do seu exacerbado radicalismo. O ambiente se tornou tenso e volátil, com acusações e injúrias se multiplicando entre o padre e seu principal oponente, o intendente José Cândido de Campos Júnior, que era grão-mestre da loja maçônica Força e Fraternidade, voltando a ocorrer violências. O padre sofreu um atentado em 1897 por um bando de encapuzados fortemente armados, sob as vistas da população, que por pouco não lhe cobrou a vida, saindo muito ferido, e em 1898 Campos alegou ter sofrido outro, o qual, no entanto, segundo Costamilan, deve ter sido uma encenação, pois não houve testemunhas e tampouco o intendente sofreu qualquer dano. De todo modo, o Campos acusou o padre e seus amigos Salvador Sartori e Ambrósio Bonalume (genro de Sartori) como mandantes. A acusação foi refutada com veemência e não parece ter recebido crédito na comunidade. A situação só amainou com a remoção do padre de Caxias pelo bispo Cláudio Ponce de Leão.

## Legado

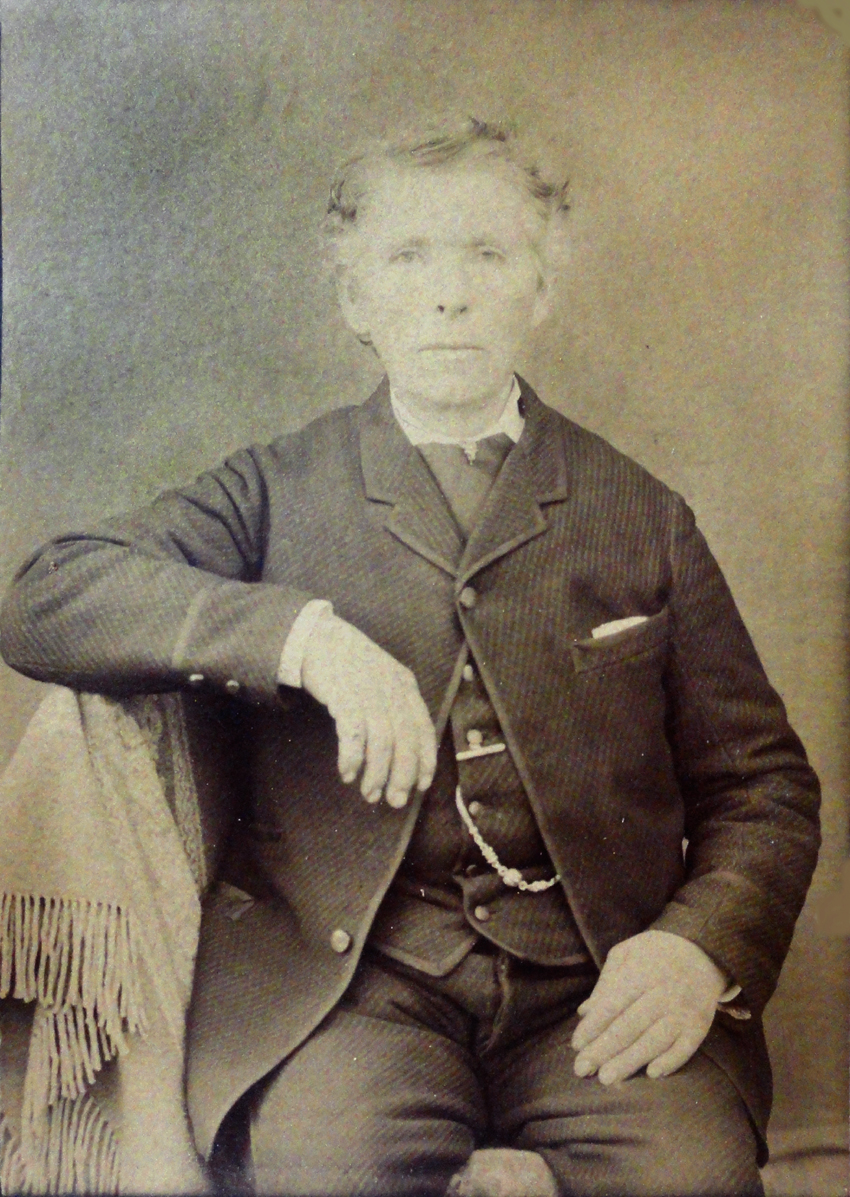
Sartori em seus últimos anos

Sartori atuou destacadamente em vários aspectos da vida social, política e religiosa e foi uma das figuras públicas caxienses mais influentes em sua época. Em 1925 seu nome foi inscrito como um dos fundadores da cidade num Livro de Ouro criado pela Municipalidade. No mesmo ano, em um grande álbum publicado pelo Governo do Estado em parceria com o Governo da Itália comemorando os 50 anos da imigração italiana no Rio Grande do Sul, voltou a ser celebrado como "um dos expoentes da fundação de Caxias", destacando-se também sua família, "egregiamente ligada aos afetos e tradições domésticas e à cooperação econômica que está nas origens da Pérola das Colônias e concorre para criar uma história de espantoso progresso".
Seria saudado por várias figuras eminentes da cidade como uma liderança firme nos tempos de agitação social, política e militar no fim do século, no meio das dificuldades de instalação da colônia, dos tumultos da Revolução Federalista e das revoltas de colonos que marcaram os primórdios da história de Caxias do Sul, sendo chamado de homem honrado e servidor da causa pública, um patriota, um dos fundadores e um dos primeiros organizadores da cidade, hoje batizando uma rua. Mário Gardelin, um dos principais historiadores locais, na segunda edição do seu monumental Povoadores da Colônia Caxias (2002), escrito em parceria com Rovílio Costa, o qualificou como "personalidade de grande relevo na vida de Caxias”, e lamentou que figura tão ilustre ainda não tenha sido biografada.  No mesmo ano, na sessão solene que comemorou os 110 anos de instalação do Poder Legislativo em Caxias do Sul, com a presença de grande número de autoridades, foi descerrada na sede da Câmara uma placa reproduzindo a ata de instalação do primeiro Conselho, onde consta seu nome e o dos outros primeiros conselheiros da cidade.

## Descendência
Com Angela Zancaner:

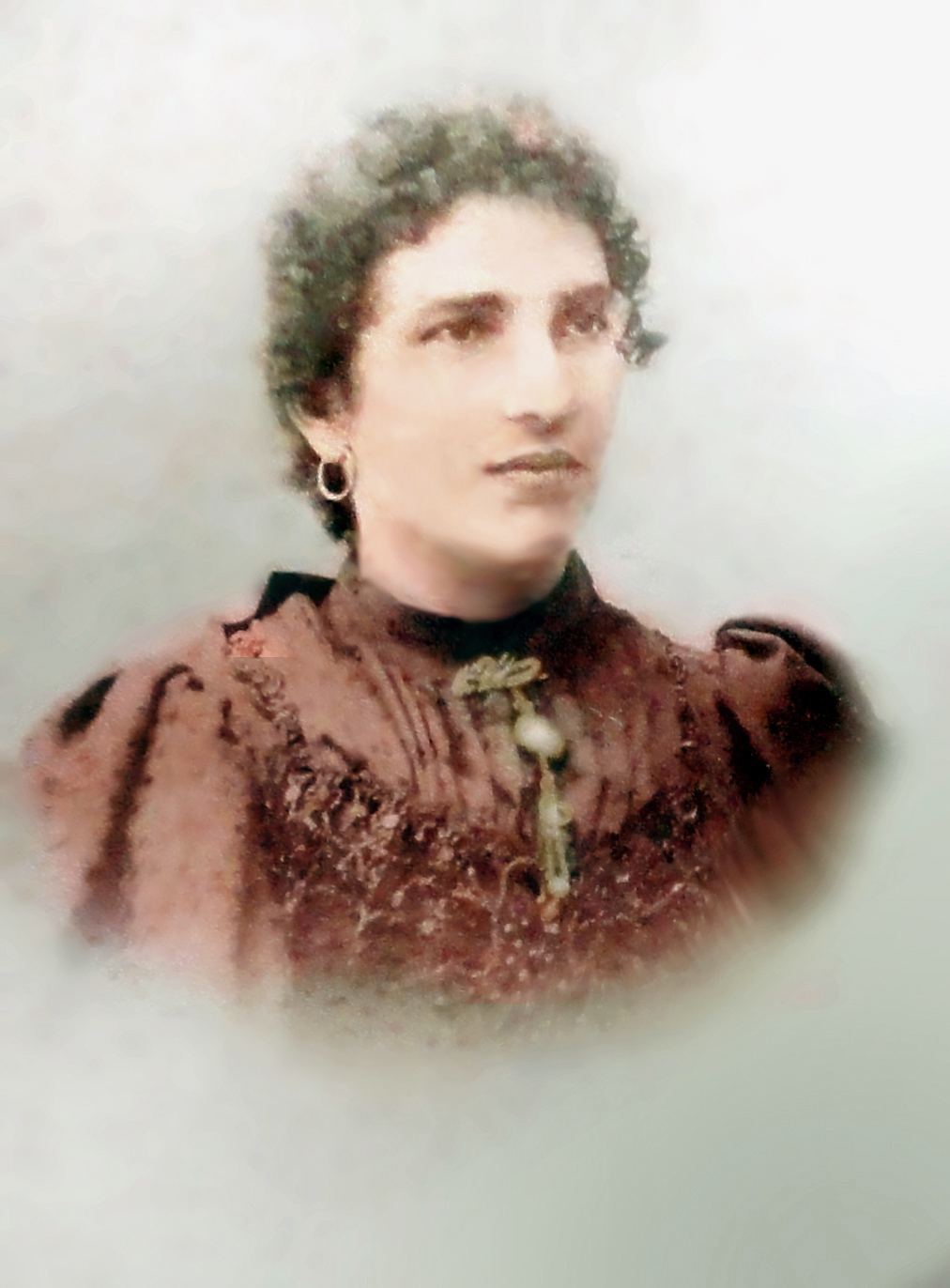
Maria Sartori.

- Maria, considerada por Costamilan uma pessoa à frente do seu tempo, rompendo muitos preconceitos que tolhiam as mulheres de sua geração,[2] casada primeiro com o barão alemão João Daniel von Schlabendorff, rico proprietário de terras, tendo com ele dois filhos que faleceram na infância, e depois com João Paternoster, rico comerciante e hoteleiro, subdelegado de polícia, um dos fundadores e dirigente da Associação dos Comerciantes, e membro ativo em várias outras associações.[2][37][38][9] Maria e João foram pais de seis filhos,[9] destacando-se:
  - Dante, comerciante,[39] membro da diretoria da Companhia Vinícola Rio-Grandense,[40] um dos fundadores do Grêmio Esportivo São Pelegrino,[41] diretor da Sociedade Operária São José[42] e patrocinador de uma das telas da Via Sacra de Aldo Locatelli na Igreja de São Pelegrino.[43]
  - Ida, socialite, líder feminina, sócia honorária do Esporte Clube Juventude, uma das fundadoras e primeira presidente do grupo cultural Éden Juventudista, ligado ao Recreio da Juventude,[44][45][46] considerada por Rigon "uma mulher de vanguarda para sua época" e "uma das personalidades mais significativas na história caxiense".[44]
- Carolina, uma das fundadoras e conselheira da Associação Damas de Caridade, entidade beneficente de relevante trajetória, fundadora e mantenedora do Hospital Pompeia,[47] casada com Ambrósio Bonalume, grande industrial do vinho,[48][49] com descendência.[9]
- Amália, fundadora da primeira capela e grande benemérita da paróquia de São Pelegrino, casada com Rafael Buratto, industrial cervejeiro,[2] sendo pais, entre outros filhos, de Raymundo Natal, um dos fundadores do Recreio da Juventude e do Esporte Clube Juventude, e de Hermenegildo Pascoal, hoteleiro, um dos fundadores e presidente do Clube Juvenil,[50] um dos fundadores do Recreio da Juventude[51] e do primeiro cinema da cidade.[52]
- Atílio, membro da Banda Ítalo-Brasileira,[2] sócio-fundador do Theatro Apollo, a mais emblemática casa de espetáculos da cidade,[53][54] depois político e fazendeiro de café em São Paulo.[55][56] Foi casado com Egide Guerra, com descendência.[9]

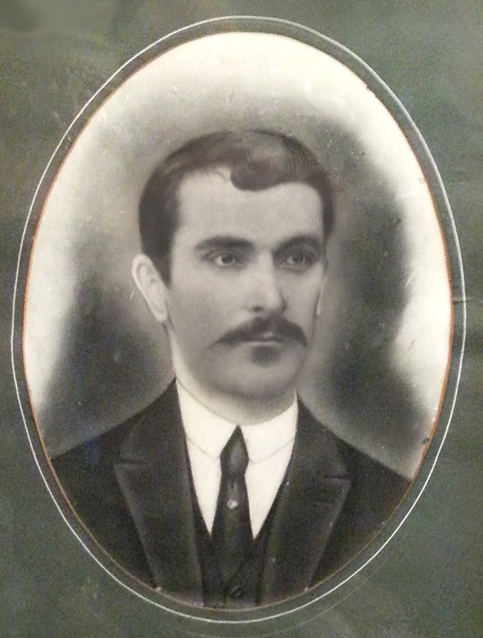
Ludovico Sartori.

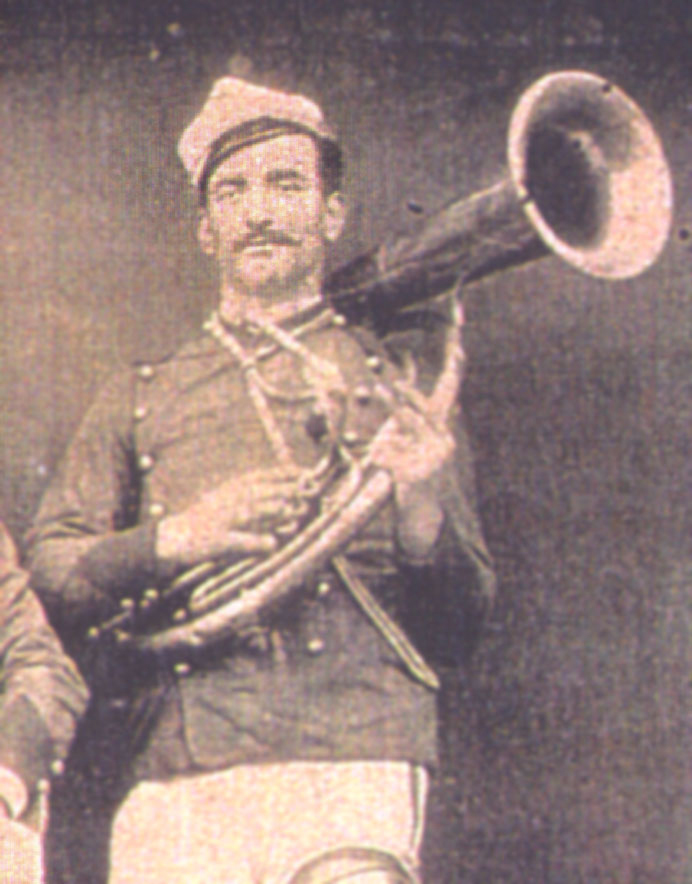
Alberto Sartori.

- Ludovico, grande comerciante, latifundiário, um dos fundadores da Sociedade Príncipe de Nápoles,[57] um dos fundadores e diretor da Associação dos Comerciantes, citado em 1915 como o maior contribuinte em impostos prediais da cidade e por muitos anos sempre entre os dez maiores, sócio dos primeiros cinemas da cidade, e membro da comissão das obras da Catedral.[58][2][9][59] Casado com Agnes Moretto, foram pais de dez filhos,[9] dentre os quais ganhou projeção especialmente Honorino, um dos fundadores do Esporte Clube Juventude, grande jogador e depois conselheiro, presidente,[60][61] sócio honorário e sócio benemérito do clube,[62][63] além de ser um agitador cultural e fundador de um dos primeiros jornais caxienses.[64]
- Settimo, industrial premiado[65] e fundador do primeiro hipódromo da cidade.[66] Casado com Rosalba Maineri, com descendência.[9]
- Lino Epifanio, comerciante, membro fundador da Sociedade Príncipe de Nápoles, um dos primeiros a produzir vinho na vila,[67] depois grande exportador, produtor de destilados, premiado nos Estados Unidos duas vezes,[68][69] casado com Thereza Varnieri, com descendência.[2]
- Alberto, membro da Banda Ítalo-Brasileira,[2] industrial, um dos maiores exportadores de vinho de Caxias, dono de vários hotéis, tenente do Estado Maior do 85º Batalhão de Reserva da Guarda Nacional, e sub-intendente no 3º Distrito em 1932.[70][71] Alberto casou-se com Felicità dal Canale e produziu grande prole, na qual podem ser citados:
  - Luís Victor Sartori, bispo titular das dioceses de Montes Claros[72] e Santa Maria,[73] deixando obra relevante, e figura ativa na articulação do golpe militar de 1964.[74]
  - Maria e Albertina Sartori, membros-fundadores do Grêmio Feminino Republicano Liberal Evaristo Flores da Cunha, o primeiro centro político feminino organizado no estado.[75]
  - Paulo Pedro, um dos fundadores e presidente da Associação dos Cronistas Esportivos de Porto Alegre,[76] juiz do Tribunal de Justiça Desportiva,[77] redator dos jornais Hoje e Jornal do Dia,[78] presidente da Federação Atlética Riograndense,[79] vice-presidente e conselheiro da Associação Riograndense de Imprensa,[80] diretor do Departamento de Fiscalização dos Serviços de Diversões Públicas, órgão que exercia a censura no tempo da ditadura,[81] e secretário-geral da Federação das Associações Comerciais,[82] entre outras atribuições.
- Guerino, membro da Banda Ítalo-Brasileira,[2] alferes da Guarda Nacional[83] e um dos pioneiros da hotelaria em Torres,[84][85] casado com Santina Amoretti, uma das fundadoras, tesoureira e conselheira da Associação Damas de Caridade,[86][87] com descendência.[9]
- Massimo, comerciante generalista,[88] sapateiro, açougueiro,[89] e um dos primeiros a oferecer serviço de táxi em Caxias, com carroças puxadas por burros.[90] Casado com Pasqua da Rè, sem descendência; foram pais de criação de Ida Sartori Paternoster.[9]
- Luigi Angelo, de vida obscura, casado com Emma Araldi. Faleceu cedo, sem descendência conhecida.[9]

Outros descendentes, “da mais fina flor da sociedade caxiense”, como disse Costamilan, aparecem citados frequentemente nos vários jornais das primeiras décadas de Caxias do Sul, se destacando nos terrenos cultural, social, esportivo e econômico, e marcando uma liderança na estruturação e desenvolvimento da cidade em seus primeiros cinquenta anos, quando Caxias, partindo do zero, se tornou uma das principais economias do estado.